# سیف‌الدین آمدی
ابوالحسن علی بن ابی علی معروف بهسیف الدین آمِدی پزشک، فیلسوف و متکلم کُرد اهل سنت و از برجسته‌ترین دانشمندان و فقهیان دورۀ عباسی است.

## زندگانی
ابوالحسن علی بن ابی علی در شهر آمد که در دیاربکر در کردستان ترکیه واقع شده زاده شده‌است. آمدی همچنین با شیخ اشراق شهاب الدین سهروردی دیدار و گفتگو داشته‌است و این به سبب سفرهای علمی بوده که وی در زمان خود داشته‌است. وی همزمان با خلیفه عباسی ناصر لدین الله و نیز صلاح الدین ایوبی می‌زیسته‌است. وی ابتدا پیرو مذهب حنبلی بوده‌است و پس از فراگیری فقه محمد ابن حنبل، رهسپار عراق می‌شود و پس از تکمیل فقه حنبلی نزد ابوالفتح نصر ابن فتیان، و استماع حدیث از ابن شابیل، دیری نگذشت که به مذهب شافعی گرایش پیدا کرد.
در زمانی که آمدی در بغداد حضور داشته‌است در حلقه درس استاد شافعی، ابن فضلان شرکت می‌کند. به گفتهٔ برنارد وایس، آمدی فلسفه و علوم عقلی را به صورت خصوصی نزد معلمی در کلیسایی نزدیک بغداد مطالعه کرده‌است. پس از گرایش وی به فقه شافعی و کلام اشعری -که پیش از این با فلسفه آمیخته‌بود- با مخالفت‌ها و اتهامات فراوانی (همچون روگردانی از شریعت و اشتغال به ظلمات فلسفه) روبرو می‌شود و در پی آن از مصر به سوریه می‌گریزد. هرچند در آنجا نیز در اواخر عمر -به دلیل صدور فرمانی از جانب والی دمشق مبنی بر ممنوعیت تدریس هر درسی جز تفسیر و حدیث و فقه- از تدریس علم کلام محروم گشت.

## آثار
آثار وی را می‌توان در زمینه‌هایی چون فلسفه، کلام، فقه و اصول رده‌بندی کرد:

### آثار فقهی و اصولی
- احکام فی اصول الاحکام
- ترجیحات

### آثار فلسفی
- النور الباهر فی حکم الزواهر در پنج جلد
- دقائق الحقائق در سه مجلد
- رموز الکنوز
- لباب الالباب
- کشف التمویهات
- المبین فی شرح الفاظ الحکماء و المتکلمین
- فوائد القلائد

### آثار کلامی
- آبکار الافکار در اصول دین: این کتاب یک موسوعه کلامی و شامل نظریات سیف الدین آمدی و مشتمل بر چهار مجلداست که متأسفانه در دسترس نیست.
- غایه المرام فی علم الکلام[۷]